# Elaeocarpus stapfianus
Elaeocarpus stapfianus är en tvåhjärtbladig växtart som beskrevs av François Gagnepain. Elaeocarpus stapfianus ingår i släktet Elaeocarpus och familjen Elaeocarpaceae. Inga underarter finns listade i Catalogue of Life.